# Heroic Duo
Heroic Duo (Shuang xiong, 雙雄) és una pel·lícula de Hong Kong dirigida per Benny Chan, estrenada el 2003.

## Argument
Ken Li Wen-Kin és un càrrec de la Policia de Hong Kong, amb una personalitat egocèntrica i dominant. És intolerant amb equivocacions, amb els seus inferiors i la seva promesa, Brenda, pateix a causa de la seva personalitat masclista. L'acció principal comença quan l'Inspector Li investiga un policia que ha comès un delicte. A l'interrogatori el policia revela que no recorda res des que va conèixer un home la nit abans. Les estranyes circumstàncies porten Li a Jack Lai que és un mestre hipnotitzador i que és a la presó després de l'assassinat de la seva dona, comès sota coacció. Jack clarament sap qui és el responsable però és també segur que només ell pot identificar el culpable. Li per això agafa Jack des de la presó i se l'enduu. Encara que fracassen en agafar el criminal, és clara l'evidència a l'apartament que hi ha una trama per robar diamants egipcis per valor de dos milions.

## Repartiment
- Ekin Cheng: Ken.
- Leon Lai: Jack Lai.
- Kar Yan Lam: Brenda.
- Francis Ng: Hoi.
- Samuel Pang: King-Chi Pang.

## Premis
- Nominacions per al premi a la millor coreografia (Wei Tung), fotografia (Poon Liu-Ming) i director, en els Premis de Cinema de Hong Kong 2004.